# (15986) Fienga
(15986) Fienga (1998 XU1) – planetoida z pasa głównego asteroid okrążająca Słońce w ciągu 4,42 lat w średniej odległości 2,69 j.a. Odkryta 7 grudnia 1998 roku.